# Anchotatus unanimus
Anchotatus unanimus är en insektsart som beskrevs av Cândido Firmino de Mello-Leitão 1939. 
Anchotatus unanimus ingår i släktet Anchotatus och familjen Proscopiidae. Inga underarter finns listade i Catalogue of Life.